# Saint-Séverin (België)
Saint-Séverin is een plaats en deelgemeente van de Belgische gemeente Nandrin. Saint-Séverin ligt in de provincie Luik en was tot 1 januari 1977 een zelfstandige gemeente.

## Demografische ontwikkeling
- Bronnen:NIS, Opm:1831 tot en met 1970=volkstellingen, 1976= inwoneraantal op 31 december

## Galerij

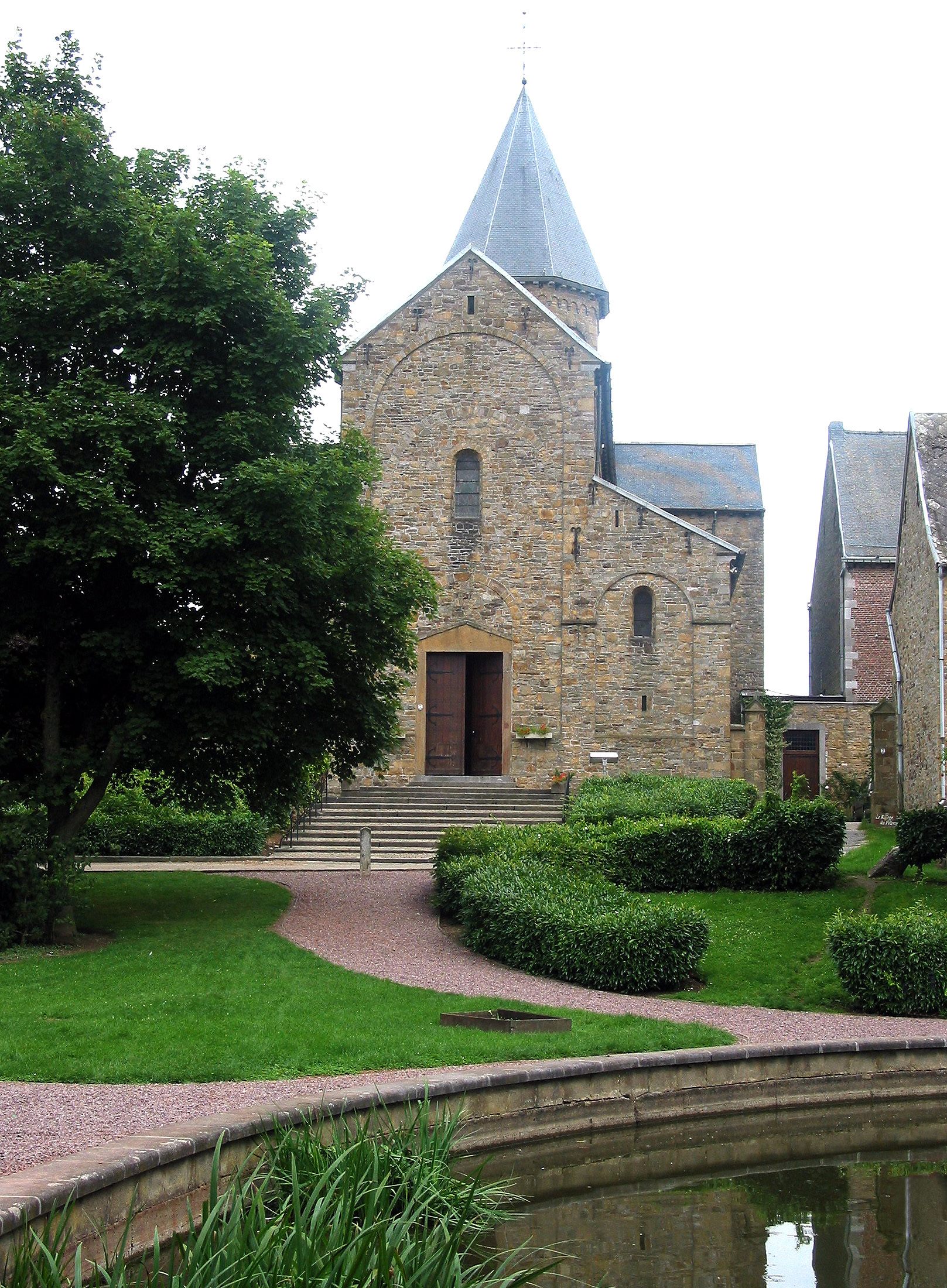
Sint-Pieters-en-Pauluskerk (XIIde eeuw)
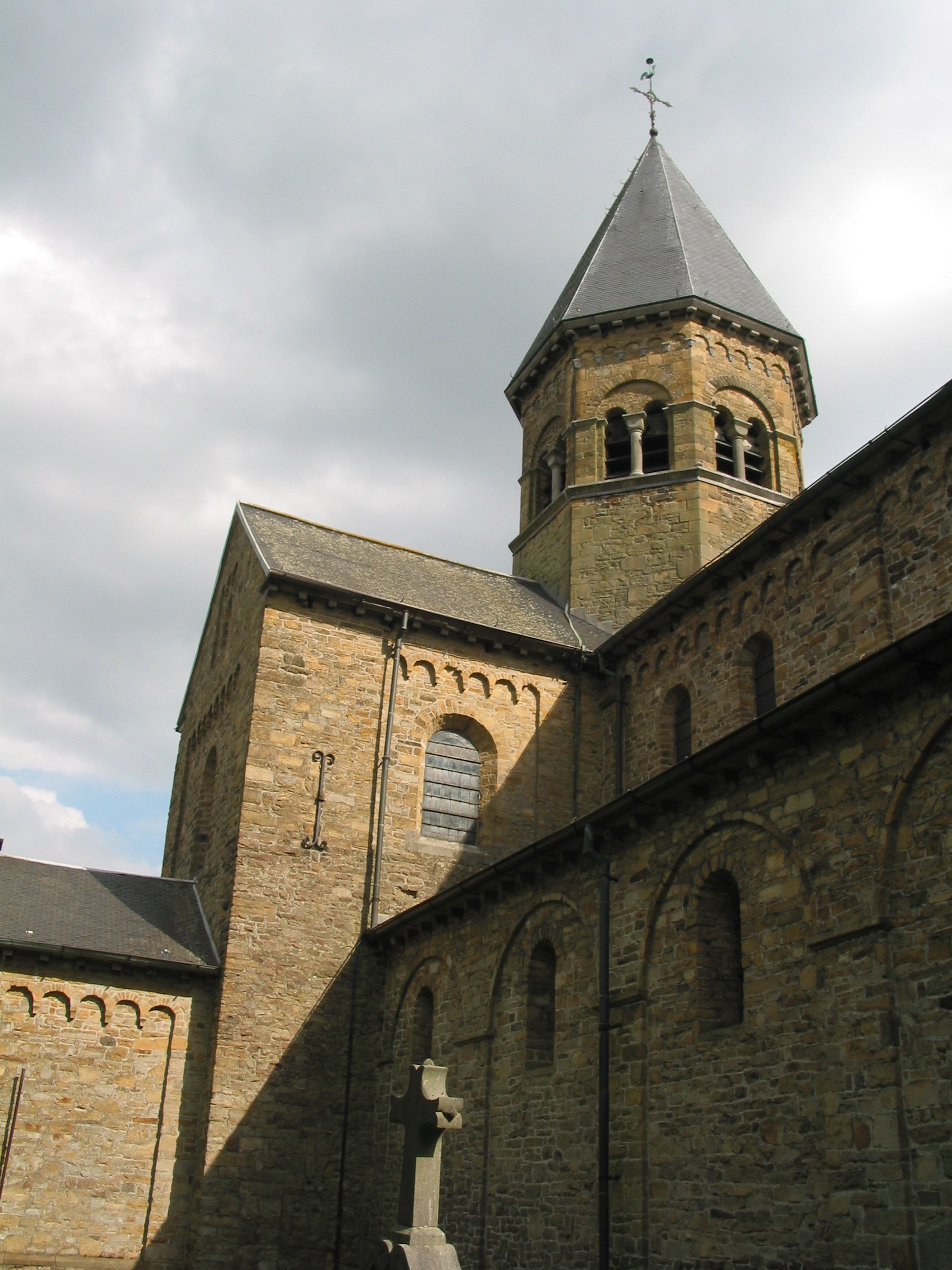
Sint-Pieters-en-Pauluskerk
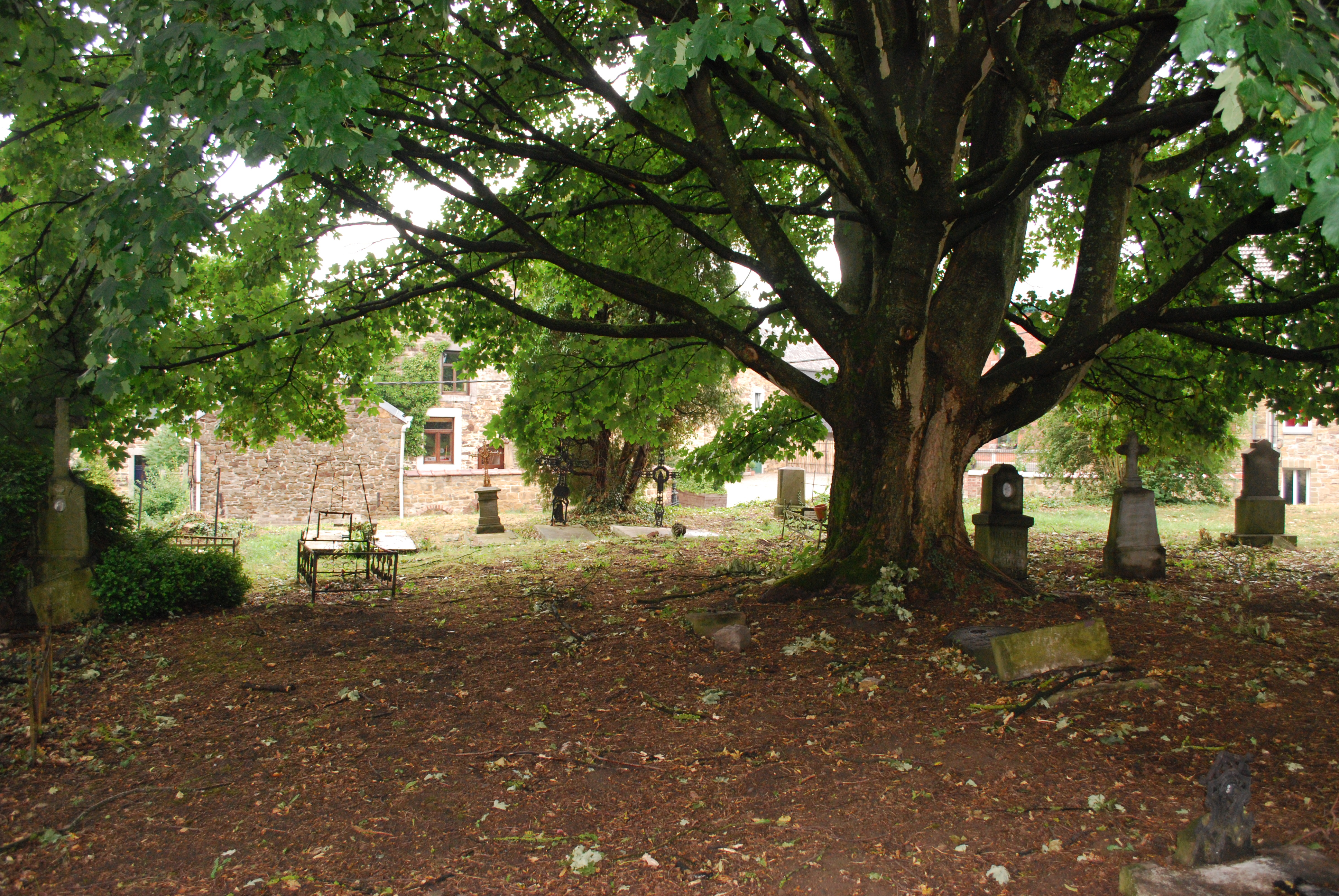
Het beschermde kerkhof